# Buta
Buta – miasto w Demokratycznej Republice Konga, stolica prowincji Dolne Uele. Przez miasto przepływa rzeka Itimbiri. W mieście znajduje się także lokalne lotnisko oraz przebiega linia kolejowa łącząca Bumba z Isiro. Miasto jest zamieszkiwane przez 125 428 mieszkańców.